# Hoovina Hadagalli
Hoovina Hadagalli is een panchayatdorp in het district Bellary van de Indiase staat Karnataka. 

## Demografie
Volgens de Indiase volkstelling van 2001 wonen er 23.404 mensen in Hoovina Hadagalli, waarvan 51% mannelijk en 49% vrouwelijk is. De plaats heeft een alfabetiseringsgraad van 60%. 

## Geboren
- C.R. Rao (1920-2023), Indiaas-Amerikaans wiskundige en statisticus